# Axonopus suffultiformis
Axonopus suffultiformis là một loài thực vật có hoa trong họ Hòa thảo. Loài này được G.Black mô tả khoa học đầu tiên năm 1957.